# Aphanistes gliscens
Aphanistes gliscens là một loài tò vò trong họ Ichneumonidae.